# Авангард SLV-6
Авангард SLV-6 (англ. Vanguard SLV 6) — американский спутник серии «Авангард». Предназначался для изучения нагрева земной атмосферы солнечными лучами и формирования погоды. Запуск прошёл неудачно из-за сбоя клапана давления двигателя второй ступени. Излишнее давление вызвало разрыв топливного бака.